# Insomnia (the HIATUSの曲)
『Insomnia』（インソムニア）は、2009年11月18日に発売されたthe HIATUSの1枚目のEP（シングル）。規格品番はFLCF-4309。

## 概要
the HIATUSの初めてのシングルで、公式には“EP”と発表されている。1stアルバム『Trash We'd Love』と同様に細美武士と堀江博久の共同プロデュースで、作詞は細美によるもの。今作はすべての楽曲の作曲がthe HIATUS名義となっており、曲作りには1stアルバムのレコーディングメンバーである細美、堀江、masasucks、ウエノコウジ、柏倉隆史に加えてアルバム発売後のツアーやフェスに同行した一瀬正和と伊澤一葉も参加して、7人で制作している。
ジャケットアートワークはベルギーで活躍するアーティストAdmir Jahicがイラストを担当。デザインはBALCOLONY.が手掛けている。
2009年11月30日付のオリコンチャートで、約3万枚を売り上げ初登場5位。
このEPでは、AntibioticのPVが製作されている。InsomniaもPVを製作していたが、作業が難航し未だに公開されていない。
このCDは洋楽扱いされているため、レンタル開始は発売から1年後となっている（収録曲のすべてが全英語詞）。

## 収録曲
| 全作詞: 細美武士、全作曲: the HIATUS、全プロデュース: 細美武士・堀江博久。 |                   |          |                                                |                      |      |
| #                                                                          | タイトル          | 作詞     | 作曲・編曲                                     | ストリングスアレンジ | 時間 |
| 1.                                                                         | 「Insomnia」      | 細美武士 | the HIATUS、全プロデュース: 細美武士・堀江博久 | 徳澤青弦             | 4:05 |
| 2.                                                                         | 「Curse Of Mine」 | 細美武士 | the HIATUS、全プロデュース: 細美武士・堀江博久 |                      | 3:46 |
| 3.                                                                         | 「Antibiotic」    | 細美武士 | the HIATUS、全プロデュース: 細美武士・堀江博久 |                      | 6:03 |

## レコーディングメンバー
- 細美武士 / ヴォーカル・ギター（M-1、2）、ヴォーカル（M-3）
- masasucks / ギター（M-1、2、3）
- ウエノコウジ / ベース（M-1、2、3）
- 柏倉隆史 / ドラムス・プログラミング（M-1、2、3）
- 一瀬正和 / ドラムス・パーカッション（M-3）
- 堀江博久 / キーボード（M-1、2）、シンセサイザー（M-3）
- 伊澤一葉 / ピアノ（M-3）

その他に、M-1にて徳澤青弦（チェロ）を含むストリングスの数名が参加。